# Liste der Monuments historiques in Antheuil
Die Liste der Monuments historiques in Antheuil führt die Monuments historiques in der französischen Gemeinde Antheuil auf.

## Liste der Objekte
| Bezeichnung               | Beschreibung                          | Standort                       | Kennzeichnung | Schutzstatus | Datum | Bild |
| ------------------------- | ------------------------------------- | ------------------------------ | ------------- | ------------ | ----- | ---- |
| Weihwasserbecken          | Kalkstein, 12. Jahrhundert            | in der Kirche St-Antide (Lage) | PM21000031    | Classé       | 1944  |      |
| Skulptur Madonna mit Kind | Holz, farbig gefasst, 16. Jahrhundert | in der Kirche St-Antide (Lage) | PM21000032    | Classé       | 1969  |      |